# Enrique Romero
Enrique Fernández Romero (* 23. Juni 1971 in Jerez de la Frontera, Provinz Cádiz) ist ein spanischer Fußballspieler.
Der linke Verteidiger war bis 1997 bei Valencia CF aktiv und wechselte 1997 zum spanischen Insel-Club RCD Mallorca. Nach einem Jahr wechselte er im Jahr 1998 zu Deportivo La Coruña, bei denen er sich erstmals 2000 auch ins spanische Nationalteam spielte. Bis 2004 kam er dort noch sporadisch zum Einsatz; insgesamt kommt Romero auf 10 Länderspiele.
| Personendaten    | Personendaten                                  |
| ---------------- | ---------------------------------------------- |
| NAME             | Romero, Enrique                                |
| ALTERNATIVNAMEN  | Fernández Romero, Enrique (vollständiger Name) |
| KURZBESCHREIBUNG | spanischer Fußballspieler                      |
| GEBURTSDATUM     | 23. Juni 1971                                  |
| GEBURTSORT       | Jerez de la Frontera, Provinz Cádiz            |